# جونزبرو (جورجیا)
جونزبرو، جورجیا (به انگلیسی: Jonesboro, Georgia) یک شهر در ایالات متحده آمریکا با جمعیت ۴٬۷۲۴ نفر است که در جورجیا واقع شده‌است.

## موقعیت جغرافیایی
موقعیت جغرافیایی شهرها و مناطق اطراف به شرح زیر است: